# Noc wigilijna (wiersz)
Noc Wigilijna (również Działo się to w Wigilię od pierwszego wersu utworu) – wiersz opublikowany anonimowo w 1832 roku, później przypisany Clementowi Clarke'owi Moore'owi, który przyznał się do autorstwa. Utwór przypisywano również Henry'emu Livingsonowi młodszemu, co wywołało żywą dyskusję.
Utwór jest uważany za "prawdopodobnie najbardziej znany wiersz napisanym przez Amerykanina". Od chwili swojego powstania, tj. połowy XIX wieku, jest źródłem wielu wyobrażeń o Świętym Mikołaju, aktualnych do dziś. Przed publikacją utworu amerykański obraz tego świętego i innych bożonarodzeniowych darczyńców był zupełnie inny.

## Akcja
W noc wigilijną, gdy wszyscy śpią, pan domu zrywa się z łóżka obudzony hałasem dobiegającym z  zewnątrz. Kiedy wygląda przez okno, widzi Świętego Mikołaja, który leci saniami zaprzężonymi w osiem reniferów. Mikołaj ląduje na dachu i z worem prezentów wskakuje do domu przez komin. Gospodarz z uśmiechem obserwuje, jak Mikołaj zapełnia prezentami dziecięce skarpety wiszące na kominku. Święty wymienia z gospodarzem konspiracyjne uśmiechy, po czym wskakuje z powrotem przez komin na dach. Odlatując, woła: Wszystkim Wesołych Świąt życzę i dobrej nocy!

## Historia wiersza

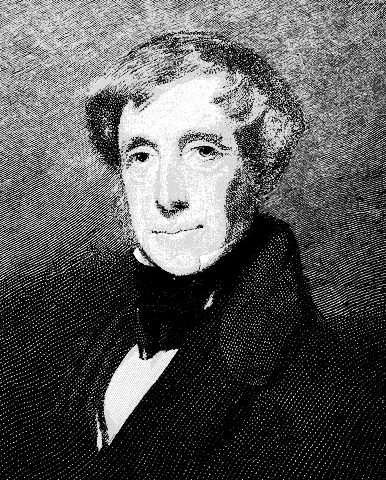
Clement Clarke Moore, autor Nocy Wigilijnej

Jak głosi anegdota Noc wigilijna została napisana przez Moore'a pewnego śnieżnego zimowego dnia, kiedy udawał się saniami na zakupy. Inspiracją dla postaci Mikołaja, poza historycznym świętym, był miejscowy duński majsterkowicz. Poeta wymyślił wiele atrybutów, które od tej pory są kojarzone ze Świętym Mikołajem. Inne elementy, jak na przykład imiona reniferów, zapożyczył. Jeden z przyjaciół poety przesłał utwór do gazety "Troy Sentinel" w stanie Nowy York, gdzie został opublikowany pierwszy raz 23 grudnia 1823 roku. Był drukowany anonimowo aż do 1837 roku, kiedy po raz pierwszy podpisano go nazwiskiem Moore’a. Zanim sam poeta potwierdził autorstwo, publikując wiersz w swoim tomiku poezji w 1844 roku, uznał je już pierwszy wydawca i co najmniej siedmiu innych. Moore cieszył się reputacją profesora erudyty i nie chciał być kojarzony z wierszykiem, który napisał dla swoich dzieci. Dopiero pod ich naciskiem dołączył utwór do antologii.
W czasach napisania wiersza część protestantów z rezerwą odnosiła się do Świąt Bożego Narodzenia i uznawała je za „katolicką ignorancję i oszustwo”. Mimo to, wśród elit wschodniego wybrzeża USA, wyprzedzały one Nowy Rok jako najważniejsze święto rodzinne w sezonie zimowym. Dlatego autor, który wizję Świętego Mikołaja zapożyczył od swojego przyjaciela Washingtona Irvinga, kazał przybyć swojemu „staremu wesołemu elfowi” w Wigilię. W ten sposób odwrócił uwagę od Dnia Bożego Narodzenia i trudnych konotacji religijnych. W efekcie nowojorczycy przyjęli za Moore'em wersję Bożego Narodzenia jako świąt dla dzieci, tak jakby to czynili od zawsze.
W An American Anthology, 1787–1900 redaktor Edmund Clarence Stedman opublikował wiersz w wersji Moore’a, która zawierała niemiecką pisownię imion reniferów Donder i Blitzen (po polsku popularnie Swarek i Strzała, a w tłumaczeniu Pauliny Zaborek Piorun i Błyskawica), zamiast wcześniejszej Holenderskiej wersji z 1823 roku Dunder i Blixem. Nowe wydania często zawierają zmiany, które odzwierciedlają rozwój języka i wrażliwości kulturowej. Na przykład angielskie słowo „ere” z wersu But I heard him exclaim ere he drove out of sight, które wyszło z użycia i oznaczało „zanim”, jest często zamieniane na nowocześniejszą wersję: „as” czyli „kiedy”. Innym przykładem jest zmiana we współczesnych publikacjach północno-amerykańskich słowa „szczęśliwy” – „happy” – na synonim „merry” w wersie Happy Christmas to all, and to all a good-night. Podobnie zastępuje się archaiczną pisownię „good-night” na nowocześniejszą „goodnight”.

## Rękopisy

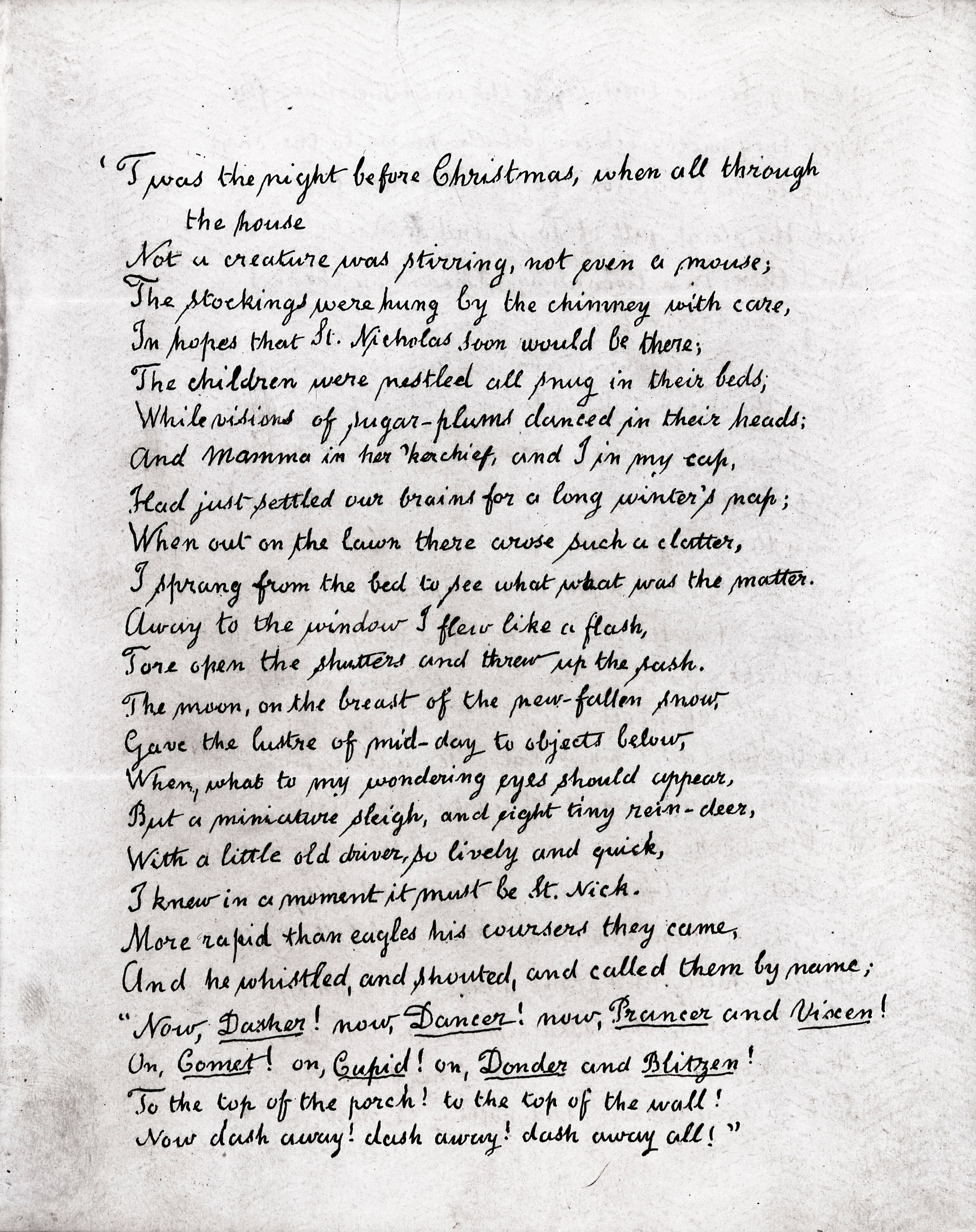
Rękopis Nocy Wigilijnej (źródło: New-York Historical Society)

Istnieją cztery znane rękopisy wiersza, z których trzy znajdują się w muzeach. Ostatni egzemplarz przebywa w rękach prywatnych i jest to napisany i podpisany przez Clementa Clarke'a Moore'a prezent dla przyjaciela z 1860 roku. Zgodnie z informacjami mieszczącej się w Dallas Heritage Auction Galleries, która pośredniczyła transakcji, wiersz został zakupiony w grudniu 2006 roku za 280 000 dolarów przez anonimowego „prezesa firmy medialnej” mieszkającego na Manhattanie w Nowym Jorku.